# Фокер V.8
Фокер V.8 је једноседи ловачки авион направљен у Немачкој. Авион је први пут полетео 1917. године. 

Овај прототип је један од најнеобичнијих авиона Првог СР, са крилима у тандему, три напред, два позади, и репним хоризонталним стабилизатором.
Највећа брзина авиона при хоризонталном лету је износила 168 km/h.
Празан авион је имао масу од 464 килограма. Нормална полетна маса износила је око 608 килограма. Био је наоружан са једним митраљезом ЛМГ 08/15 Шпандау (LMG 08/15 Spandau) калибра 7,92 mm.

## Наоружање
| Наоружање авиона: Фокер        |      |
| Ватрено (стрељачко) наоружање  |      |
| Топ                            |      |
| Митраљез                       |      |
| Број и ознака митраљеза        | 1 x  |
| Број метака                    | 500  |
| Калибар                        | 7,92 |
| Бомбардерско наоружање (бомбе) |      |
| Ракетно наоружање (ракете)     |      |